# 長崎市立西浦上中学校
長崎市立西浦上中学校（ながさきしりつ にしうらかみちゅうがっこう、Nagasaki City Nishiurakami Junior High School）は、長崎県長崎市文教町にある公立中学校。略称「西中」（にしちゅう）。

## 概要
歴史
1947年（昭和22年）の学制改革（六・三制の実施）により、旧・西浦上国民学校の高等科と北青年学校が改組され、新制中学校として開校した。2017年（平成29年）に創立70周年を迎えた。
校訓
「勤労・自学・責任」
校章
「西」と「中」の文字を組み合わせたデザインとなっている。
校歌
作詞は市瀬正生、作曲は寺崎良平による。歌詞は2番まであり、両番とも校名の「西浦上中学」が登場する。
校区
長崎市立西浦上小学校、川平小学校、女の都小学校区。

## 沿革
前史（西浦上国民学校 高等科）
長崎市立西浦上小学校#沿革を参照。
前史（北青年学校）
- 1912年（大正元年）10月 - 西浦上国民学校に「西浦上実業補習学校」が併設される。
- 1935年（昭和10年）4月1日 - 青年学校令により、併設の西浦上実業補習学校が「西浦上青年学校」に改称。
- 1944年（昭和19年）3月31日 - 山里青年学校[2]と統合され、「北青年学校」[3]と改称。

正史
- 1947年（昭和22年）4月1日 - 学制改革（六・三制の実施）が行われる。
  - 国民学校の初等科が改組され、長崎市立西浦上小学校となる。
  - 国民学校の高等科および北青年学校が改組され、「長崎市立西浦上中学校」（新制中学校、現校名）となる。
- 1953年（昭和28年）6月3日 - 長崎大学学芸学部（現・教育学部）が大村から長崎に移転するのに伴い、長崎大学学芸学部代用附属中学校となる。
- 1954年（昭和29年）3月31日 - 代用附属中学校としての扱いが解除される。
- 1961年（昭和36年）4月1日 - 長崎市立岩屋中学校の新設により、一部生徒を移す。

## アクセス
最寄りの鉄道駅
- JR九州 西浦上駅
- 長崎電気軌道 昭和町通り電停

最寄りのバス停
- 長崎バス・県営バス 西浦上中学校前、昭和町各停留所

最寄りの国道・県道
- 長崎県道113号長与大橋町線

## 周辺
- 長崎大学（文教キャンパス）附属幼稚園・小学校・中学校
- 長崎市立西浦上小学校
- 純心中学校・純心女子高等学校
- 浦上警察署
- 長崎市消防局北消防署
- 浦上川
- 浦上トンネル（長崎バイパス、川平インターチェンジと接続）
- 西浦上トンネル

## 著名な出身者
- 高田ありさ（女子バレーボール選手、東レ・アローズ）
- 高見三明（カトリック長崎大司教） - 3年から長崎南山中学校へ編入

## 関連事項
- 長崎県中学校一覧
- LINEのアカウント（情報屋）http://line.me/ti/p/@rzx3235d